# 더 레인
더 레인(The Rain)은 맨체스터 밴드로, 나중에 오아시스라는 밴드로 진화한다. 이 밴드는 1991년 영국 맨체스터에서 결성되었으며, 그들의 이름을 비틀즈의 B-side인 〈Rain〉이라는 곡에서 따왔다. 결성 멤버로는 폴 "본헤드" 아서스(기타), 폴 "귁시" 맥기건(베이스), 크리스 휴턴(보컬) 그리고 드럼 머신(곧 드러머 토니 맥캐롤로 대체되었다)이 있다. 보컬인 휴턴은 (본헤드와 함께 곧 밴드의 작곡가가 되는) 리암 갤러거로 대체되었다. 리암의 형인 노엘에 따르면, 이 공동 작곡의 결과는 그다지 강력하지 않았으며, 좋은 곡을 써내야한다는 절박함만이 있다고 한다. 이 밴드는 일주일에 고작 한 번만 리허설을 했으며, 공연을 자주 하지 않았다.
리암이 들어간지 얼마 되지 않아, 리암의 제안으로 밴드는 이름을 오아시스라고 바꾸었다. 오아시스라는 이름의 유래에 관해서는 다양한 설명들이 있는데, 이 이름은 리암의 형인 노엘 갤러거가 인스파이럴 카펫츠의 로디로 다니며 있었던 장소인 스윈든의 '오아시스 레저'라는 곳으로부터 나왔다. 리암은 그 이름을 좋아하게 되었다. "그리고 그것의 형상의 울림도."
1991년 8월 어느 날, 인스파이럴 카펫츠의 미국 투어로부터 방금 돌아온 노엘은 동생의 밴드 공연 (그들의 거의 없는 공연 중 하나였던)을 보러 갔다. 그들은 맨체스터 보드워크에서 Sweet Jesus라는 밴드의 서포팅 공연을 했다. 노엘은 그의 남동생의 밴드에 대해 굉장히 혹평을 하였으며, 그들을 '말하기조차 구리다'라고 묘사하였다. 거꾸로, 리암은 노엘의 작곡실력에 대한 재능을 발견하고 그에게 밴드에 들어오라고 부탁하였다. 노엘은 만약 그가 리드 기타를 맡고 오직 그의 노래만 연주하겠다면 들어가겠다고 말하였다. 그의 도움이 필요하였기에, 밴드는 그의 조건에 동의하였다. 이리하여 노엘은 리더가 되었고 밴드는 전 세계적인 성공으로 이르는 그들의 길을 걷게 되었다.

## 영향
본헤드에 따르면, "레인은 진짜, 진짜 우중충했어. 정말로 끔찍했지. 나는 이 이상한 긴 머리를, 머리 위는 벗겨져가지고 하고 있었고, 귁시는 진짜 뚱뚱했지. 우리는 'Wild Thing'같은 노래들을 커버해서 다른 데는 가지 않고 맨체스터 주변의 거지같은 공연들에서 연주했지. 결국 우리는 싱어를 해고했어. 그건 좋은 행동이 아니었지. 남은 멤버들 중 누구도 노래를 할 수 없었으니까. 그래서 우리는 대체할만한 사람을 찾고 있었고, 누군가가 '너 노엘 동생 리암이라고 들어봤어? 걔 노래 좀 하던데.'라고 말했지. 그래서 우리는 그를 데려와 오디션을 봤는데 그는 진짜 노래를 잘 했어. 우리는 생각했지. 그래, 얘를 밴드에 집어넣자. 아마 우리는 진짜 뭔가를 해낼 수 있을거야."